# Pavlo Leonyidovics Skapenko
Pavlo Leonyidovics Skapenko, ukránul: Павло Леонідович Шкапенко (Zaporozsje, 1972. december 16. – 2023. április 17.) válogatott ukrán labdarúgó, középpályás.

## Pályafutása

### Klubcsapatban
1990 és 1992 között a Metalurg Zaporozsje labdarúgója volt. 1992 és 1998 között a Dinamo Kijiv játékosa volt. 1995 és 1998 között a Dinamo második, 1998-ban a harmadik csapatában is szerepelt. A Dinamoval hat ukrán bajnoki címet és három kupagyőzelmet ért el. 1998-ban a CSZKA Kijiv első és második csapatában játszott. Pályafutása második részében orosz csapatok labdarúgója volt. 1999-ben az Uralan Eliszta, 1999 és 2001 között a Torpedo Moszkva labdarúgója volt. A Torpedóval 2000-ben orosz bajnoki bronzérmet szerzett. 2001 és 2004 között az orosz másodosztályú bajnokság éllovas csapataiban szerepelt és egy-egy bajnoki arany-, ezüst és bronzérmet szerzett. 2001-ben a Sinnyik Jaroszlav, 2002-ben a Tom Tomszk, 2003–04-ben a Kubany Krasznodar játékosa volt. Pályafutása alatt összesen 296 bajnoki mérkőzésen szerepelt és 74 gólt szerzett.

### A válogatottban
1993 és 1997 között tíz alkalommal szerepelt az ukrán válogatottban. 1993. május 18-án Litvánia ellen mutatkozott be Vilniusban egy barátságos mérkőzésen, ahol 2–1-es ukrán győzelem született. Utoljára 1997. június 7-én Kijevben a német válogatott ellen egy világbajnoki-selejtező-mérkőzésen lépett pályára csereként a válogatottban, ahol 0–0-s döntetlen született.

## Sikerei, díjai
Dinamo Kijiv
- Ukrán bajnokság
  - bajnok (6): 1992–93, 1993–94, 1994–95, 1995–96, 1996–97, 1997–98[3]
- Ukrán kupa
  - győztes (3): 1993, 1996, 1998[3]
- CIS-kupa
  - győztes: 1996

 Torpedo Moszkva
- Orosz bajnokság
  - 3.: 2000

 Sinnyik Jaroszlav
- Orosz bajnokság – másodosztály
  - bajnok: 2001

 Tom Tomszk
- Orosz bajnokság – másodosztály
  - 3.: 2002

 Kubany Krasznodar
- Orosz bajnokság – másodosztály
  - 2.: 2003

## Statisztika

### Mérkőzései az ukrán válogatottban
| Ukrajna | Ukrajna             | Ukrajna                                 | Ukrajna                 | Ukrajna  | Ukrajna          | Ukrajna      | Ukrajna | Ukrajna |
| #       | Dátum               | Helyszín                                | Hazai                   | Eredmény | Vendég           | Kiírás       | Gólok   | Esemény |
| ------- | ------------------- | --------------------------------------- | ----------------------- | -------- | ---------------- | ------------ | ------- | ------- |
| 1.      | 1993. május 18.     | Vilnius, Klaipėdos Központi Stadion     | Litvánia                | 1 – 2    | Ukrajna          | barátságos   | -       | 72'     |
| 2.      | 1993. június 25.    | Zágráb, Maksimir Stadion                | Horvátország            | 3 – 1    | Ukrajna          | barátságos   | -       |         |
| 3.      | 1993. október 16.   | High Point, A. J. Simeon Stadion        | Egyesült Államok        | 1 – 2    | Ukrajna          | barátságos   | -       |         |
| 4.      | 1993. október 20.   | San Diego, Jack Murphy Stadion (USA)    | Mexikó                  | 2 – 1    | Ukrajna          | barátságos   | -       |         |
| 5.      | 1993. október 23.   | Betlehem, Goodman Stadion               | Egyesült Államok        | 0 – 1    | Ukrajna          | barátságos   | -       |         |
| 6.      | 1994. május 25.     | Kijev, Olimpiai Stadion                 | Ukrajna                 | 3 – 1    | Fehéroroszország | barátságos   | -       | 82'     |
| 7.      | 1994. június 3.     | Szófia, Levszki stadion                 | Bulgária                | 1 – 1    | Ukrajna          | barátságos   | -       |         |
| 8.      | 1994. augusztus 26. | Grassau, Fußballplätze Brandstätt (GER) | Egyesült Arab Emírségek | 1 – 1    | Ukrajna          | barátságos   | -       | 80'     |
| 9.      | 1995. június 11.    | Kijev, Olimpiai Stadion                 | Ukrajna                 | 1 – 0    | Horvátország     | Eb-selejtező | -       | 46'     |
| 10.     | 1997. június 7.     | Kijev, Olimpiai Stadion                 | Ukrajna                 | 0 – 0    | Németország      | vb-selejtező | -       | 72'     |
|         | Összesen            |                                         |                         | 10       | mérkőzés         |              | 0       | gól     |